# Bunny hop (vélo)
Pour les articles homonymes, voir Bunny hop.

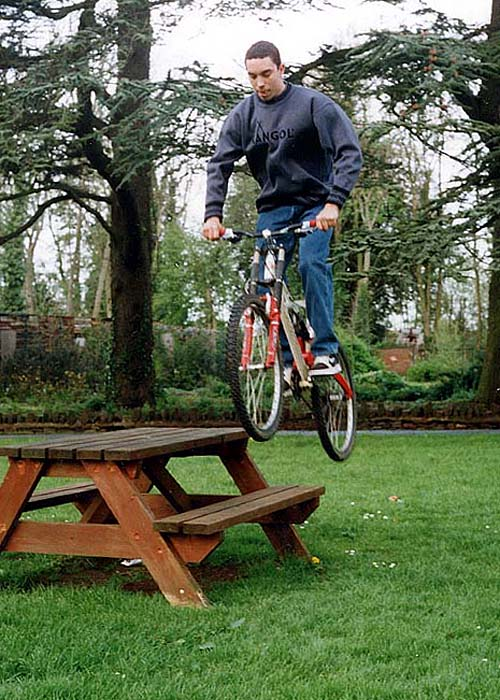
Un bunny hop

Le bunny hop ou "bunny-up" (en français : saut de lapin) est une technique de franchissement d'obstacle à bicyclette, particulièrement dans les disciplines de cyclo-cross, BMX Freestyle et VTT.
À l'approche de l'obstacle, on bascule son corps en arrière en tirant sur le guidon (la roue avant se lève), puis on appuie sur les pédales et on envoie le corps en avant (cela donne une impulsion au niveau de la roue arrière qui à son tour se soulève)[réf. nécessaire]. Ainsi, on franchit l'obstacle.